# Ontleding van water

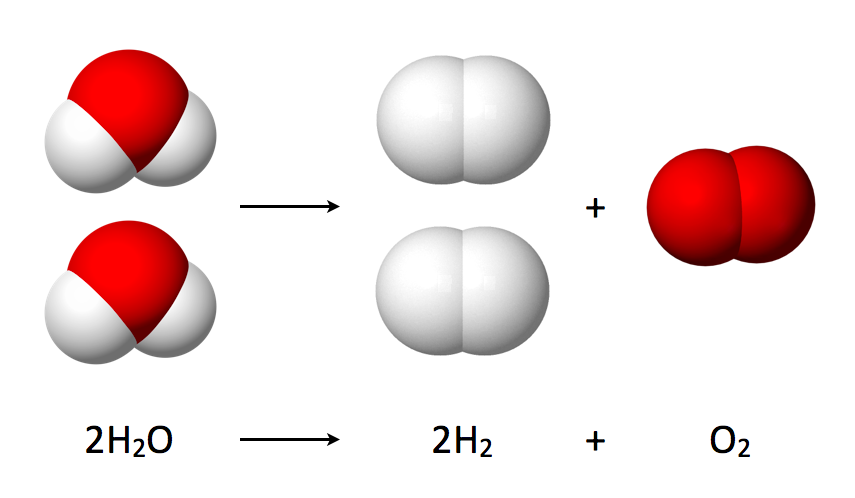
Ontleding van water

De ontleding van water is een chemische reactie waarbij watermoleculen worden gesplitst in de gassen zuurstof en waterstof:
{\displaystyle {\ce {2H2O <=> 2H2 + O2}}}

## Onderzoek
Veel onderzoek naar het ontleden van water is gericht op het goedkoop en massaal produceren van waterstof in het kader van een mogelijke waterstofeconomie.
Methoden om water te ontleden zijn:
- Elektrolyse
- Thermolyse, bij temperaturen boven 1800 °C
- Radiolyse, onder invloed van ioniserende straling, meestal een ongewenst neveneffect

Er wordt onderzoek gedaan naar:
- Fotokatalyse: kunstmatige fotosynthese[1]
- Hoge-temperatuurelektrolyse